# Arendal
Arendalⓘ ist eine Stadt und Kommune im norwegischen Fylke Agder rund 256 km südwestlich von Oslo an der Nordseeküste gelegen. Bis zur Regionalreform 2019 war Arendal Hauptstadt des Fylke Aust-Agder.
Die Gemeinde Arendal grenzt an Grimstad im Südwesten, Froland im Nordwesten und Tvedestrand im Nordosten. Mit der vorgelagerten Insel Tromøy ist die Stadt im Osten über die 400 m lange Hängebrücke Tromøybrua verbunden.

## Geschichte
Arendal bekam 1523 ein Zollprivileg. Der Segelschiffsverkehr war zeitweise so hoch, dass man trockenen Fußes über die Schiffe vom Rathaus zur Insel Hisøy gehen konnte. Hauptexportgut waren Holz und Eisenerz. Im Jahr 1875 besaßen die etwa 4.000 Einwohner Arendals rund 350 Segelfrachtschiffe mit einer Gesamtcrew von ca. 4.000 Mann. Agder besaß Ende der 1870er Jahre etwa zwei Prozent der Weltschiffs-Tonnage. Mit dem Siegeszug der Dampfschiffe gewannen Bergen, Oslo und Trondheim an größerer Bedeutung innerhalb der norwegischen Handelsflotte und der Anteil von in Arendal gehaltenen Schiffen reduzierte sich bis 1925 deutlich. Heutzutage läuft durchschnittlich ein Schiff am Tag den Hafen an. Im Jahre 2000 wurden 342.000 Tonnen umgeschlagen.
1796 erhielt Arendal ein eigenes Theater. 1832 wurde die erste Zeitung, „Den Vestlandske Tidende“, gegründet. Ebenfalls 1832 erhielt Arendal eine eigene Bibliothek und ein eigenes Museum mit Namen „Arendals Skoles offentlige Bibliothek og Museum“. Damit bekam Arendal nach Oslo, Trondheim und Bergen als vierte Stadt Norwegens ein öffentliches Museum. Daraus wurde später das Aust-Agder-Museum, das Aust-Agder-Archiv und die Arendal Bibliothek, heute Aust-Agder kulturhistoriske senter genannt.
Im Jahre 2002 wurde Arendal an die globale virtuelle UN-Universität angeschlossen und bietet Masterstudiengänge an.

Arendal
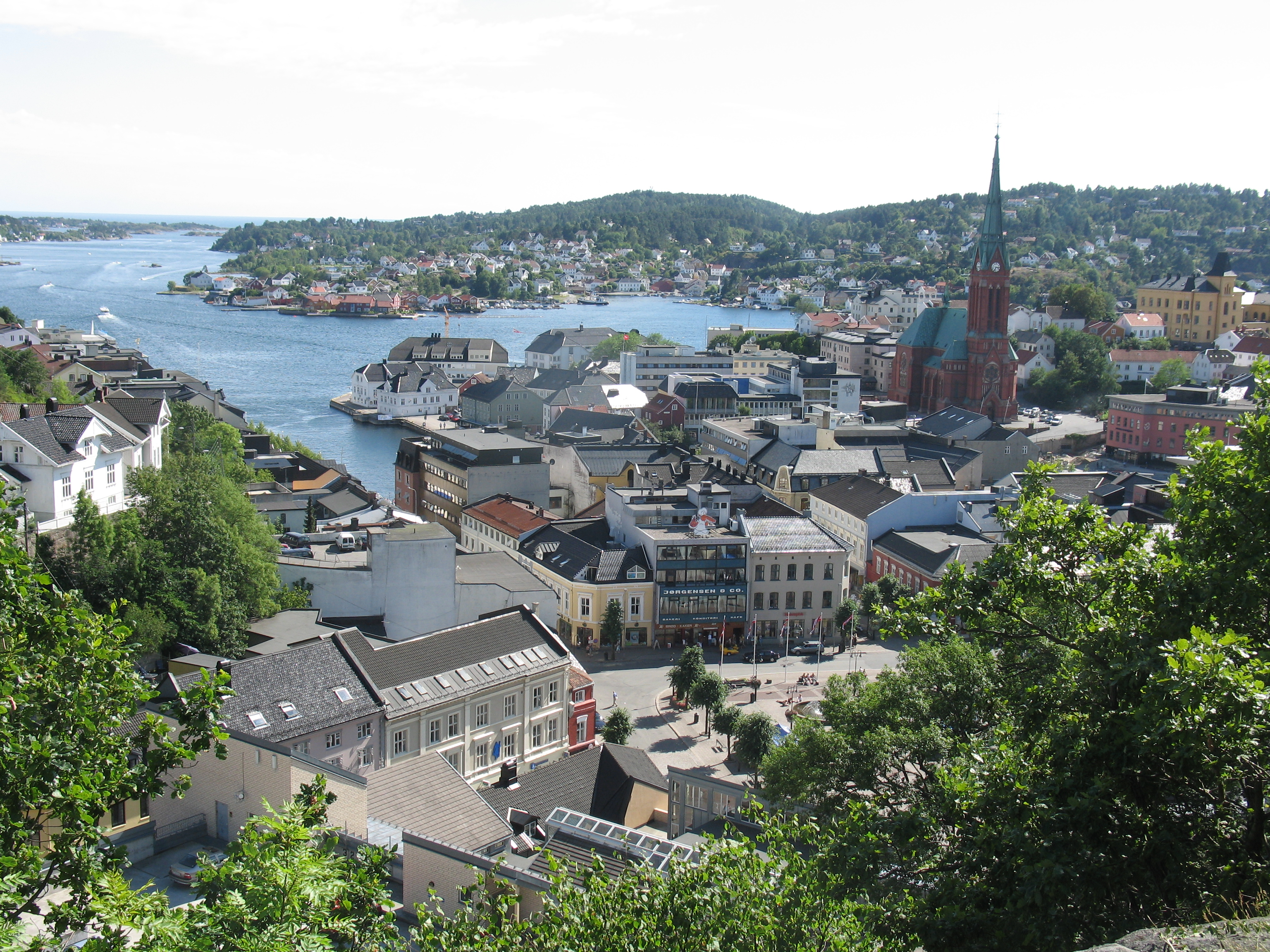
Panorama
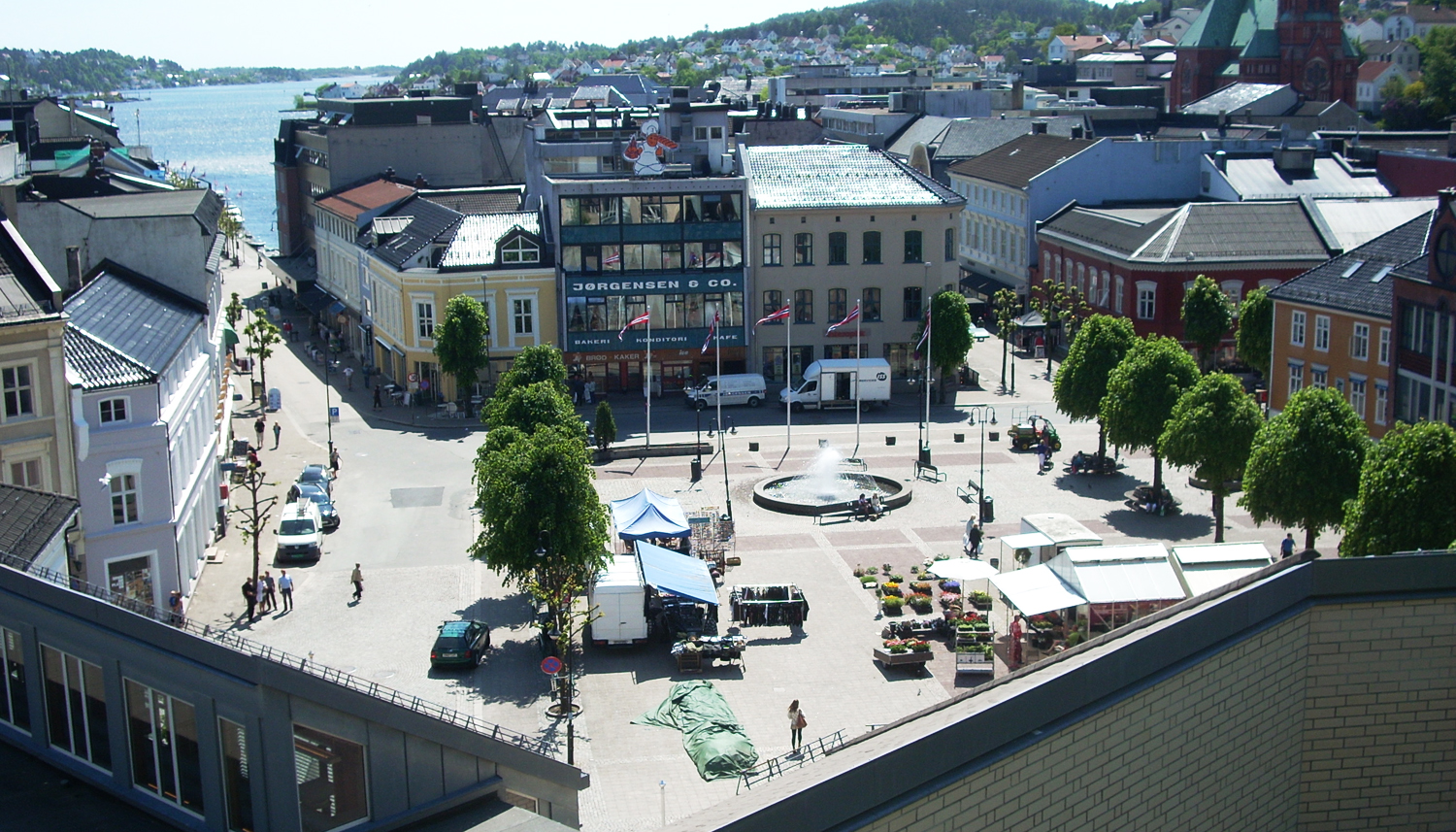
Marktplatz
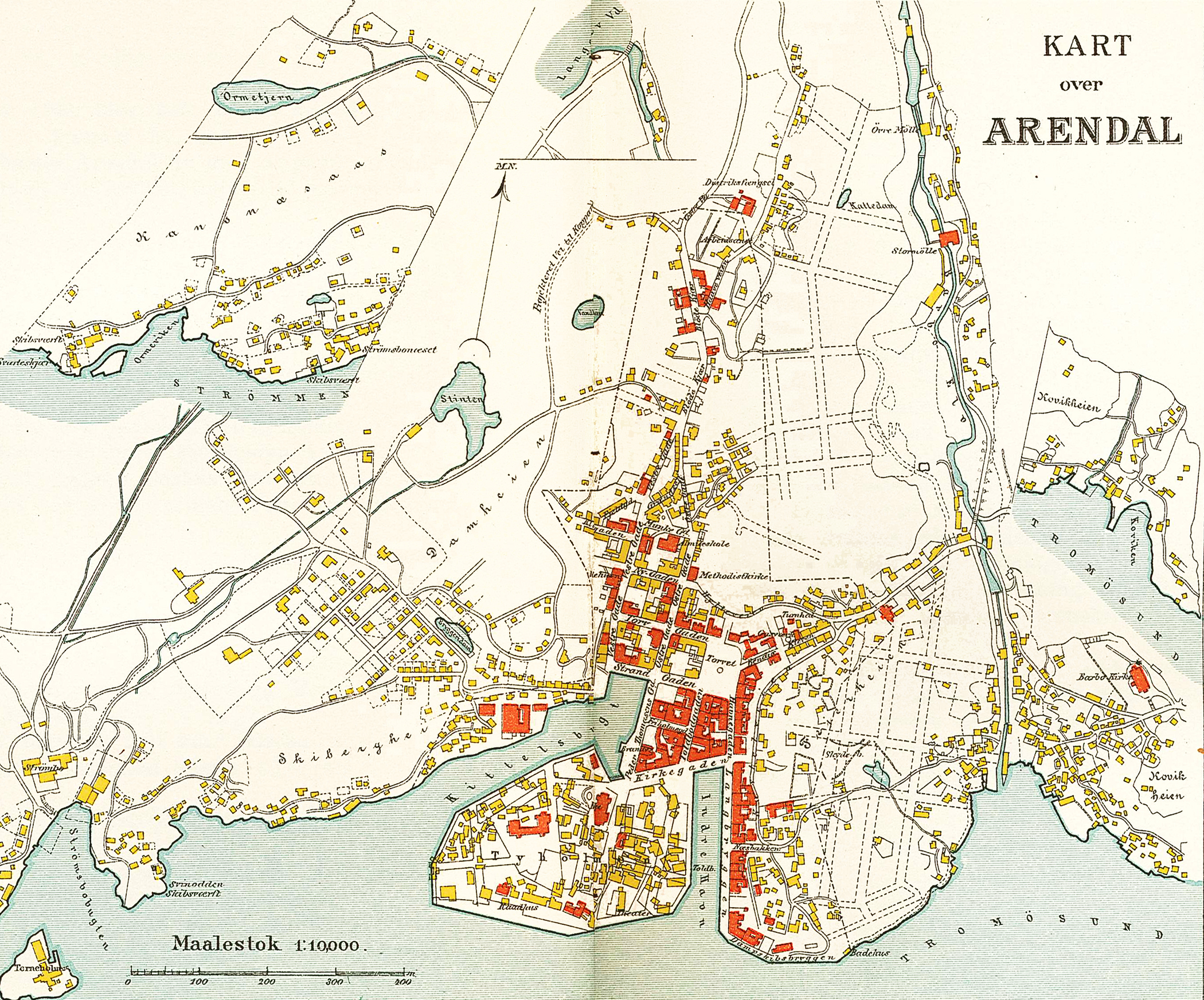
Karte
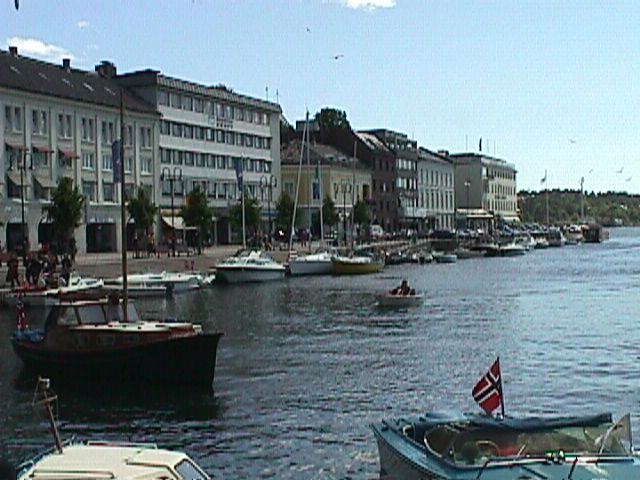
Hafen von Arendal
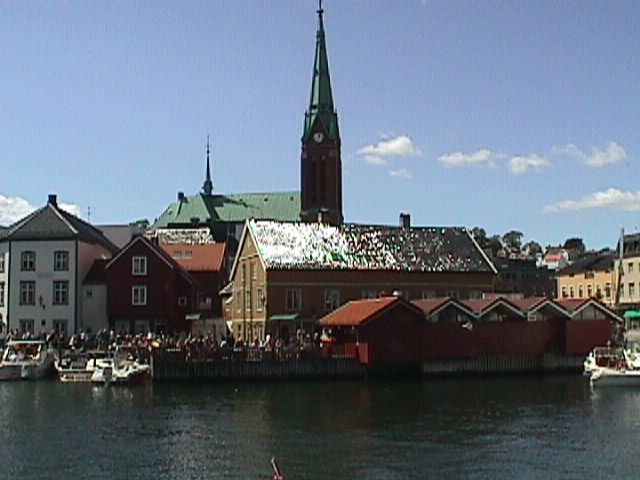
Stadt mit Kirche

## Sehenswürdigkeiten der Region Arendal
- Insel Merdø mit pittoresken Holzhäusern und dem Merdøgaard Skjærgårdsmuseum
- Hafen Pollen von Arendal
- Torungen Leuchttürmen von Arendal, die mit Boot erreichbar sind und eine Übernachtungsmöglichkeit bieten
- Lyngør, Tvedestrand, „Die Ortschaft im Meer“, die auf vier Inseln liegt und 100 Einwohner zählt

## Partnerstädte
- Rēzekne in Lettland
- Silkeborg in Dänemark
- Kalmar in Schweden
- Savonlinna in Finnland
- Selfoss auf Island

## Persönlichkeiten
Bekannte in Arendal geborene Menschen sind unter anderem der ehemalige Ministerpräsident Gunnar Knudsen, der US-amerikanische Politiker Sigurd Anderson und die Biathletin Marte Olsbu Røiseland.